# Don't Wanna Change the World
«Don't Wanna Change the World» es el título del sencillo de género R&B de Phyllis Hyman que fue número uno en ventas con certificación Oro. La canción estuvo una semana en la lista de US R&B, y 3 semanas en Billboard Top 100 Pop.